# Capital One Arena
Capital One Arena (lub MCI Center) – hala sportowa znajdująca się w Waszyngtonie w Stanach Zjednoczonych.

## Użytkownicy
- Washington Capitals (NHL)
- Washington Wizards (NBA)
- Washington Mystics (WNBA)
- Georgetown Hoyas (NCAA)

Drużyny wcześniej rozgrywające mecze w hali
- Washington Power (NLL)

## Informacje
- adres: 601 F Street, NW Washington, D.C. 20004
- otwarcie: 2 grudnia 1997
- pojemność:
  - hokej: 18 277 miejsc
  - koszykówka: 20 173 miejsc

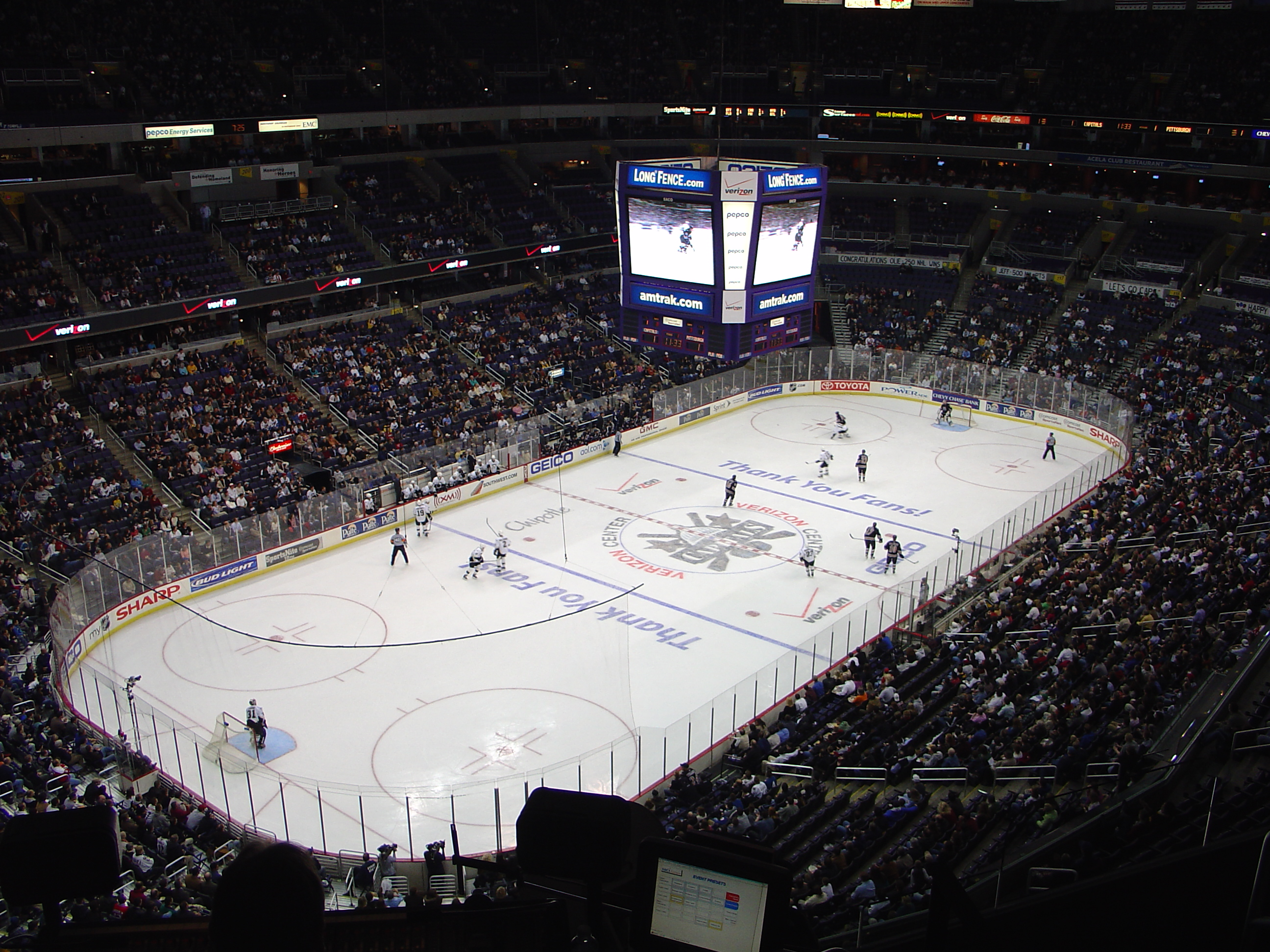
Mecz hokeja pomiędzy drużynami Washington Capitals i Pittsburgh Penguins (2006)